# Тайга (вездеход)
«Тайга» — внедорожное транспортное средство, амфибия. Создан на Ирбитском мотоциклетном заводе с двигателем от мотоцикла «Урал». В настоящее время не выпускается.

## Технические характеристики
- Кузов — несущий, сварной из стального листа;
- Размеры, мм:

длина – 4100;
ширина – 2250;
дорожный просвет – 330 мм. 
- Подвеска колёс — жёсткая;
- Колёсная формула — 6х6;
- Двигатель — бензиновый, оппозитный, двухцилиндровый, OHV, 650 сс, 32 л. с., жидкостное охлаждение (принудительное), электростартер;
- Трансмиссия — КПП: механическая, 4-х ступенчатая с передачей заднего хода; I-3,60; II-2,28; III-1,71; IV-1,3; З. Х.-4,2
- Колёсный редуктор — (2-х ступенчатый, понижающий)
- Цепной привод колес (раздельный, по «бортам»)
- Тормозная система — с гидроприводом, с расположением тормозных дисков на выходных валах колёсного редуктора;
- Рулевое управление — поворот осуществляется посредством торможения колес одного из «бортов» (по аналогии с гусеничной техникой)
- Шины — 36х20-16" низкого давления
- Максимальная скорость:
- по шоссе — 40 км/ч
- на плаву — 2 км/ч
- Грузоподъёмность — 400 кг
- Ёмкость топливного бака — 70 литров;
- Запас хода по дороге - 280 км;